# 德斯·汤姆森
德斯·汤姆森（英語：Des Thomson，1942年8月22日—），新西兰男子自行车运动员。他曾代表新西兰参加1966年大英帝国和英联邦运动会自行车比赛，获得男子公路赛银牌。